# República Centralista (México)
La República Centralista fue  el período de la historia de México en que el Estado estuvo organizado bajo un régimen político unitario.  El régimen centralista fue establecido formalmente el día 30 de diciembre de 1836, con la promulgación de las Siete Leyes Constitucionales, aunque ya en 1835 se había derrocado la constitución federal del año 1824. La República Centralista duró casi once años. El 22 de agosto de 1846, el presidente interino José Mariano Salas, expidió el decreto que restauró la vigencia de la Constitución de 1824.
El período centralista del Estado mexicano fue un intento del sector conservador de ese país que intentó poner fin a las disputas entre las élites regionales y entre los diversos caudillos que protagonizaban la vida política nacional. Sin embargo, como ocurrió durante la Primera República Federal y el Primer Imperio, el país siguió padeciendo de una grave inestabilidad política y levantamientos armados. La supresión del régimen federal fue detonante de la reacción de los partidarios del federalismo en Zacatecas (1835), Tabasco (1841 y 1846), y el noreste de México, particularmente en el estado de Tamaulipas. Las respuestas más radicales a la instauración del régimen unitario fueron la proclamación de la independencia de Texas (1836) y de Yucatán.
Asimismo, México enfrentó en este período dos conflictos internacionales: la Primera Intervención francesa en México, provocada por reclamaciones económicas de súbditos franceses al gobierno de México; y la Intervención estadounidense en México, como consecuencia de la anexión de Texas realizada por los Estados Unidos.

## Instauración del régimen centralista
Debido al caos político y contienda, y en la “Guerra de los pasteles”, gobernaron los centralistas después de que los conservadores asesinaran a Vicente Guerrero, el continuo debate entre federalistas y centralistas aun después de proclamada la Constitución de 1824 y las diversas sublevaciones provocadas por las reformas liberales expedidas por Valentín Gómez Farías, los conservadores iniciaron acciones para disolver la federación, imponer una república centralista y cancelar la reformas realizadas bajo el mandato de Gómez Farías.

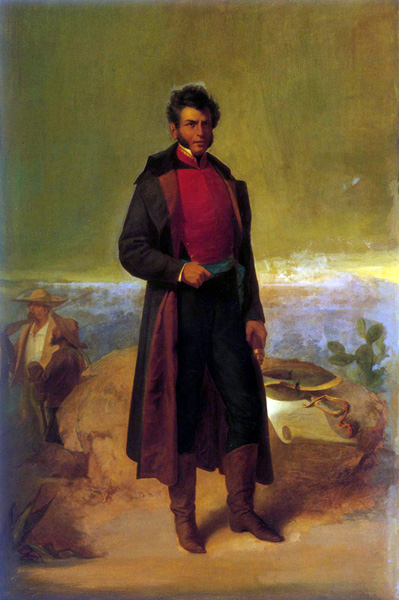
Óleo de Vicente Guerrero en sus últimos años, por Ramón Sagredo (1865)

A mediados de 1835, el partido conservador estableció un Congreso, el cual se declaró constituyente y promulgó el 23 de octubre de ese año las Bases Constitucionales. El 30 de diciembre de 1836, se promulgaron las Siete Leyes Constitucionales, que establecían el régimen de centralización gubernamental y administrativa en el país.

## Las Siete Leyes
Las Leyes Constitucionales de la República Mexicana, mejor conocidas como las Siete Leyes, fueron una serie de leyes de carácter constitucional que sustituyeron a la Constitución de 1824. A pesar de ser denominadas en algunas ocasiones como Constitución de 1836, las Siete Leyes no fueron una constitución en forma.
- La primera ley se refería a los derechos y deberes de los ciudadanos y establecía la obligación de la religión católica. También se promulgó la ley de los penecos.[7]
- La segunda creó el Supremo Poder Conservador el cual podía declarar la incapacidad física o moral de cualquiera de los tres poderes de la República (ejecutivo, legislativo y judicial).
- Las  3.ª, 4.ª y 5.ª leyes organizaban los poderes de la Unión, fijando los procedimientos de su elección y sus atribuciones.
- La sexta ley establecía la división del territorio en Departamentos, y la supresión de legislaturas locales, las cuales serían sustituidas por juntas departamentales.
- La séptima ley señalaba que por ningún motivo las leyes constitucionales podían ser modificadas durante un espacio de tres años.

El centralismo era liberal; mantenía la división de poderes pero creaba uno nuevo: el Supremo Poder Conservador; el Ejecutivo mantenía su debilidad, ahora sin vicepresidencia, pero su cargo se extendía a ocho años; los estados se convertirían en departamentos y los gobernadores eran nombrados por el presidente de una terna enviada por las juntas departamentales de sólo 7 miembros. Para fortalecer al gobierno nacional se le daba el control de todo el presupuesto de la República. Se estableció el voto censitario; es decir, sólo votarían y serían votados quienes tuvieran propiedades o capital.
Las Siete Leyes fueron decretadas por el presidente interino de México José Justo Corro y decretadas por el Congreso Nacional.

## Oposición política y armada a la República Central

División política y movimientos secesionistas ocurridos en el período de la República Central.

### Secesión de Zacatecas
La Rebelión en Zacatecas fue la primera rebelión provocada por los intentos de centralizar los asuntos de los estados. La rebelión comenzó como respuesta a la orden del gobierno de desintegrar los cuerpos de milicias. La rebelión fue encabezada por el gobernador Francisco García Salinas, que dirigió un ejército de unos cuatro mil hombres en contra del gobierno, aún federal.
Antonio López de Santa Anna, presidente en aquel entonces, combatió personalmente la revuelta, dejando como encargado de la presidencia al general Miguel Barragán. El gobernador García Salinas, fue derrotado en la Batalla de Zacatecas. Como castigo a la rebeldía de Zacatecas, el partido de Aguascalientes fue separado y declarado territorio de la federación el 23 de mayo de 1835.

### Independencia de Texas

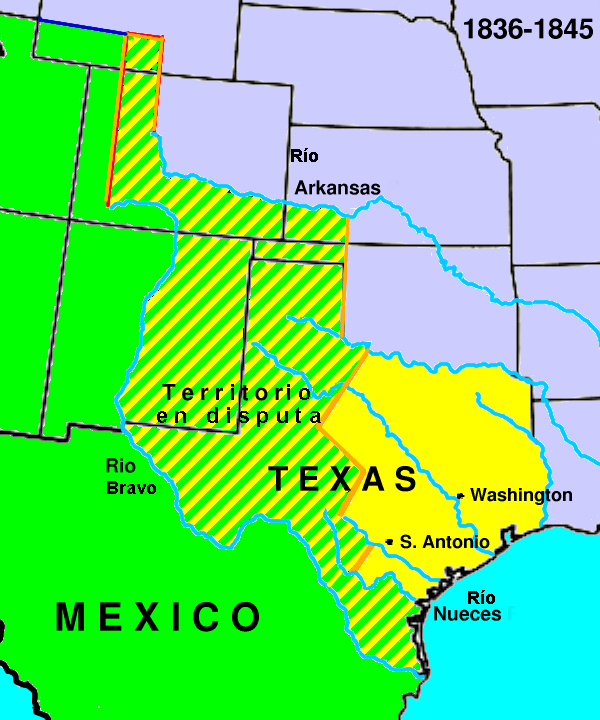
República de Texas. La frontera sur continuó siendo disputada hasta 1846.

La Rebelión de Texas comenzó el 2 de octubre de 1835 en la Batalla de González. El descontento de los colonos estadounidenses comenzó prácticamente desde que se asentaron en el estado de Coahuila y Texas. Como resultado de la rebelión de Fredonia de 1827, se decretaron las leyes del 6 de abril de 1830 que acrecentaron el descontento de los colonos. En 1831, las autoridades mexicanas dieron a los colonos de González un pequeño cañón para ayudar a protegerse de las frecuentes incursiones comanches. 
Después de las victorias texanas de González y tras el asedio de Béjar, vinieron una serie de victorias mexicanas, la mayoría de ellas comandadas por el general José de Urrea. Urrea venció a los rebeldes en la Batalla de San Patricio, la Batalla de Refugio, la Batalla de Coleto y la Batalla de Goliad del 27 de marzo de 1836. 
El 23 de febrero de 1836, el Ejército de Operaciones en Texas, encabezado por el presidente Antonio López de Santa Anna, comenzó el sitio del Álamo. La mayoría de los soldados había sido reclutado contra su voluntad. El Álamo cayó el 6 de marzo del mismo año, solo sobrevivieron dos personas.
El 21 de abril, tuvo lugar la batalla de San Jacinto, conocida también como "la siesta de San Jacinto", donde el ejército mexicano fue atacado mientras dormía y fue totalmente derrotado. Santa Anna fue capturado días después de la batalla y firmó el 14 de mayo el Tratado de Velasco, con el que reconocía la independencia de Texas. El gobierno mexicano encabezado por José Justo Corro no reconoció el tratado argumentando que Santa Anna no tenía autoridad de otorgar la independencia al territorio, sin embargo, Texas se mantuvo independiente de facto hasta 1845, cuando se anexó a Estados Unidos.

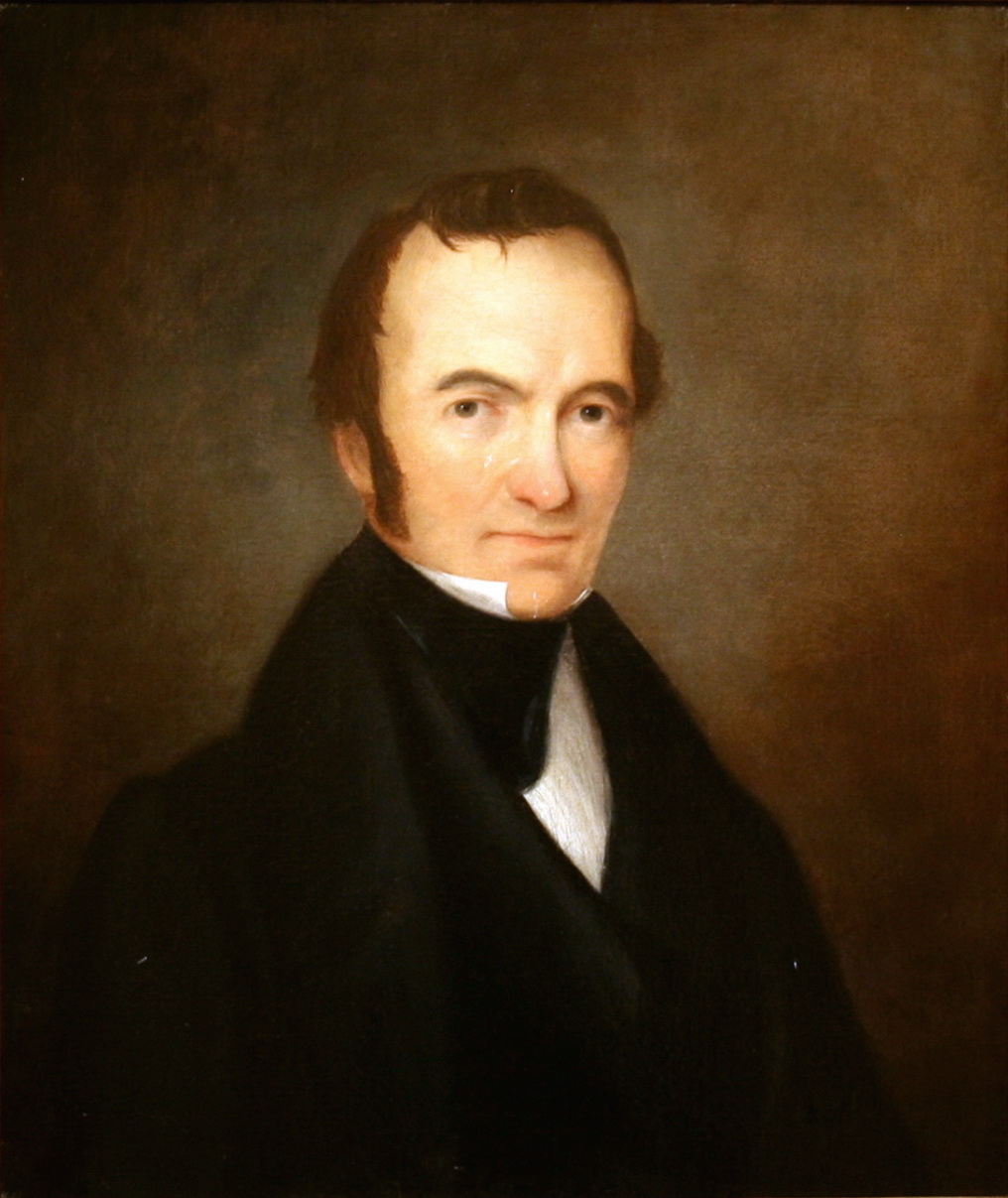
Stephen F. Austin, el llamado "Padre de Texas".

### Rebelión de Coahuila, Nuevo León y Tamaulipas
La república del Río Grande fue un intento de república compuesta por los estados mexicanos de Coahuila, Nuevo León, Tamaulipas y partes del actual estado estadounidense de Texas. El 17 de enero de 1840, un grupo de notables de los tres estados se reunieron cerca de Laredo. Planearon una secesión de México y la formación de su propia república federal compuesta por los tres estados, con Laredo como la capital. Sin embargo, las legislaturas de los estados (entonces departamentos) no tomaron ninguna acción constitucional para respaldar la creación de la república y pidieron ayuda al gobierno central para sofocar la rebelión.

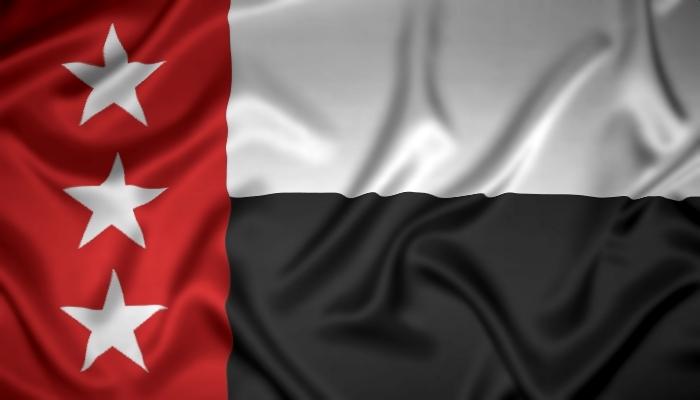
Bandera de la República del Río Grande.

Los insurgentes pidieron ayuda al presidente de la República de Texas Mirabeau B. Lamar, quien no les brindó apoyo porque buscaba el reconocimiento de su propia independencia por parte de México.
Finalmente después de una serie de derrotas insurgentes, el 6 de noviembre, Antonio Canales, comandante en jefe del ejército insurgente, se reunió con Mariano Arista quien le ofreció el puesto de general brigadier del Ejército Mexicano en cambio de abandonar su idea secesionista. Canales aceptó el ofrecimiento y el intento de independencia fue abandonado.

### Rebelión de Tabasco
La Rebelión de Tabasco inició en 1839. Fue liderada por rebeldes federalistas que estaban en contra del gobierno centralista implementado en México. Los rebeldes tomaron varias ciudades importantes y también pidieron ayuda al gobierno de Texas, quien los apoyó con dos barcos.

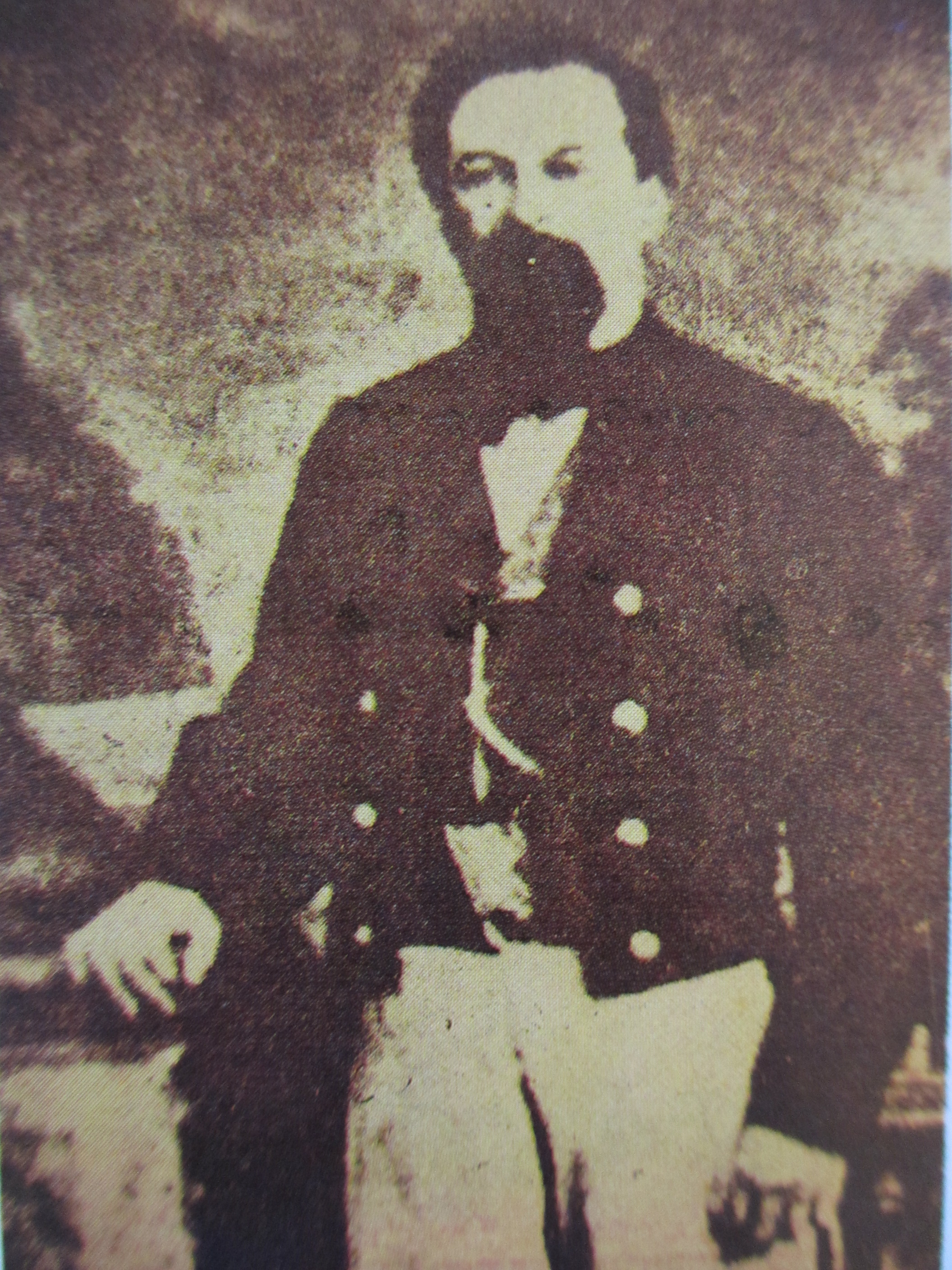
Coronel Juan Bautista Traconis, obtuvo una victoria histórica sobre los estadounidenses. Declaró a Tabasco separado de México en 1846.

Esta guerra civil culminó en enero de 1841, con el triunfo de los federalistas y la caída del gobernador centralista José Ignacio Gutiérrez.
El entonces presidente Anastasio Bustamante, como represalia decretó el cierre del puerto de San Juan Bautista, lo que afectó el vida económica del territorio. Esto provocó descontento en las autoridades federalistas tabasqueñas, por lo que el 13 de febrero de 1841, Tabasco decretó su separación de México. 
Meses después Antonio López de Santa Anna, revocó el decreto de Bustamante y aseguró a las autoridades tabasqueñas que el federalismo sería reinstaurado, lo que finalmente culminó en la reincorporación de Tabasco el 2 de diciembre de 1842.
Tabasco decretaría su separación en noviembre de 1846 como protesta a la falta de ayuda del gobierno ante la ocupación estadounidense del estado. Finalmente se reincorporó en diciembre del mismo año.

### Independencia de Yucatán

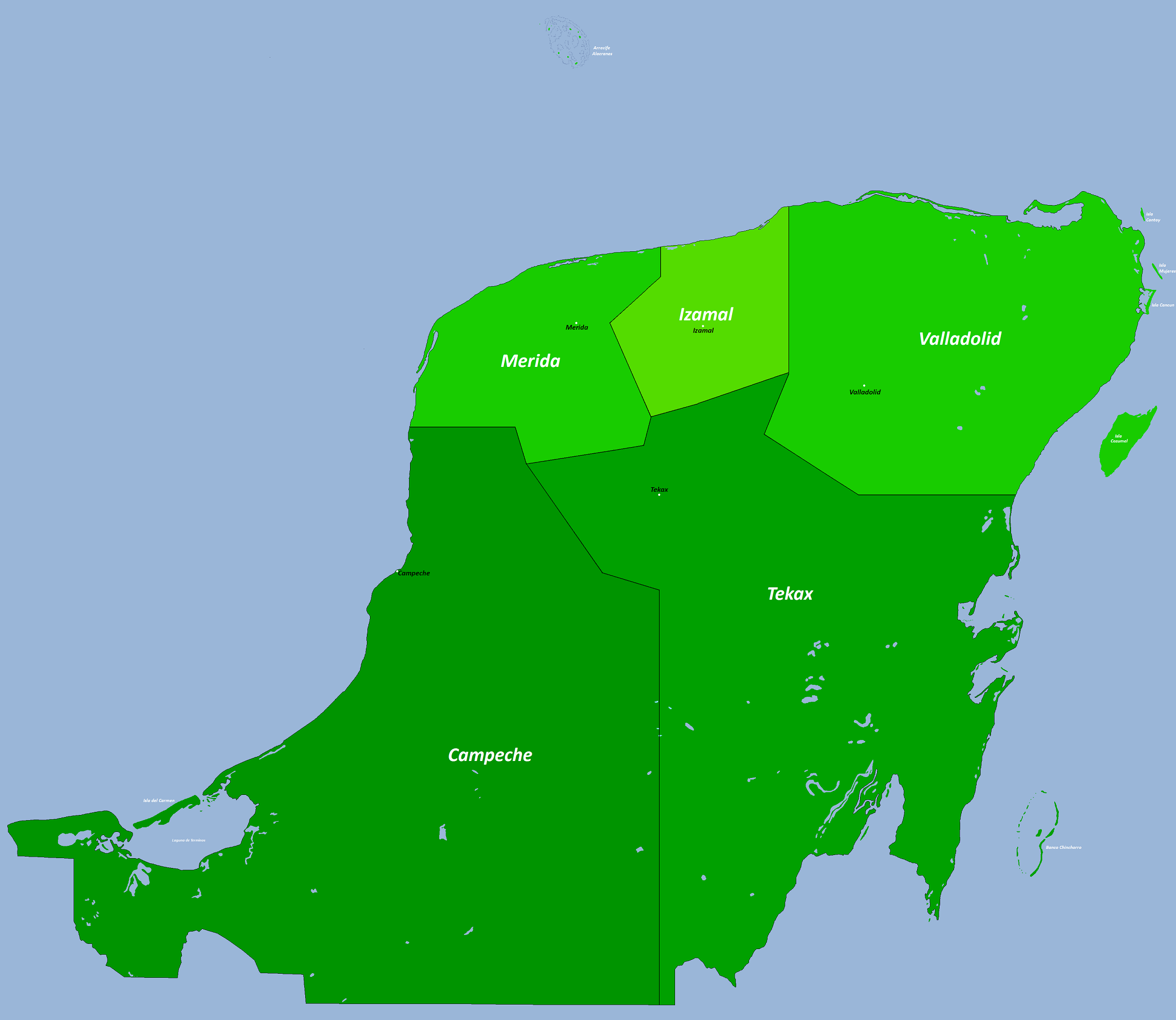
División Política de la República de Yucatán.

Yucatán se unió a la federación en 1823 bajo un estatus especial, el de República Federada, tal como lo estipulaba la Constitución de Yucatán de 1825.
Al cambiar el sistema federal por el centralista, Yucatán consideró su pacto de unión a México roto. Después de varias peticiones al gobierno central de restaurar la Constitución de 1824, el 29 de mayo de 1839 estalló la revolución en Yucatán. Después de una serie de victorias yucatecas, el gobierno central declaró la guerra a Yucatán. El 4 de marzo de 1840, el Congreso yucateco decretó que mientras la Nación Mexicana no sea regida conforme a las leyes federales, el Estado de Yucatán permanecerá separado de ella, reasumiendo su Legislatura las facultades del Congreso general y su Gobernador las del Presidente de la República, en todo lo que concierna a su régimen particular.
El 31 de marzo de 1841, se promulgó la Constitución de Yucatán de 1841. Esta nueva Constitución estableció innovaciones como la libertad de culto, libertad de prensa y las bases constitucionales y jurídicas del juicio de amparo.
El 1 de octubre de 1841, la Cámara de diputados de Yucatán expidió el Acta de Independencia de la Península de Yucatán.
Santa Anna envió a Andrés Quintana Roo a dialogar con las autoridades yucatecas para negociar su reincorporación a México. De la reunión se firmaron unos tratados, totalmente benéficos para Yucatán, que fueron rechazados por Santa Anna.
Santa Anna envió una invasión armada a Yucatán para someterlo, pero fueron derrotados. Al no poder someter a la península, Santa Anna les impuso un bloqueo comercial. El bloqueo hizo que las autoridades de Yucatán (confiadas por su victoria militar), negociaran con Santa Anna. El 5 de diciembre de 1843 se firmaron unos tratados donde Yucatán restablecía las relaciones con México, pero se mantenía regido bajo sus propias leyes y gobernantes. En 1845, el presidente José Joaquín de Herrera desconoció los tratados y provocó nuevamente la ruptura entre Yucatán y México.
Después que el federalismo fuera restaurado en 1846, Yucatán decidió incorporarse a México, pero la fracción campechana se oponía a la reincorporación argumentando que México estaba en conflicto con Estados Unidos.

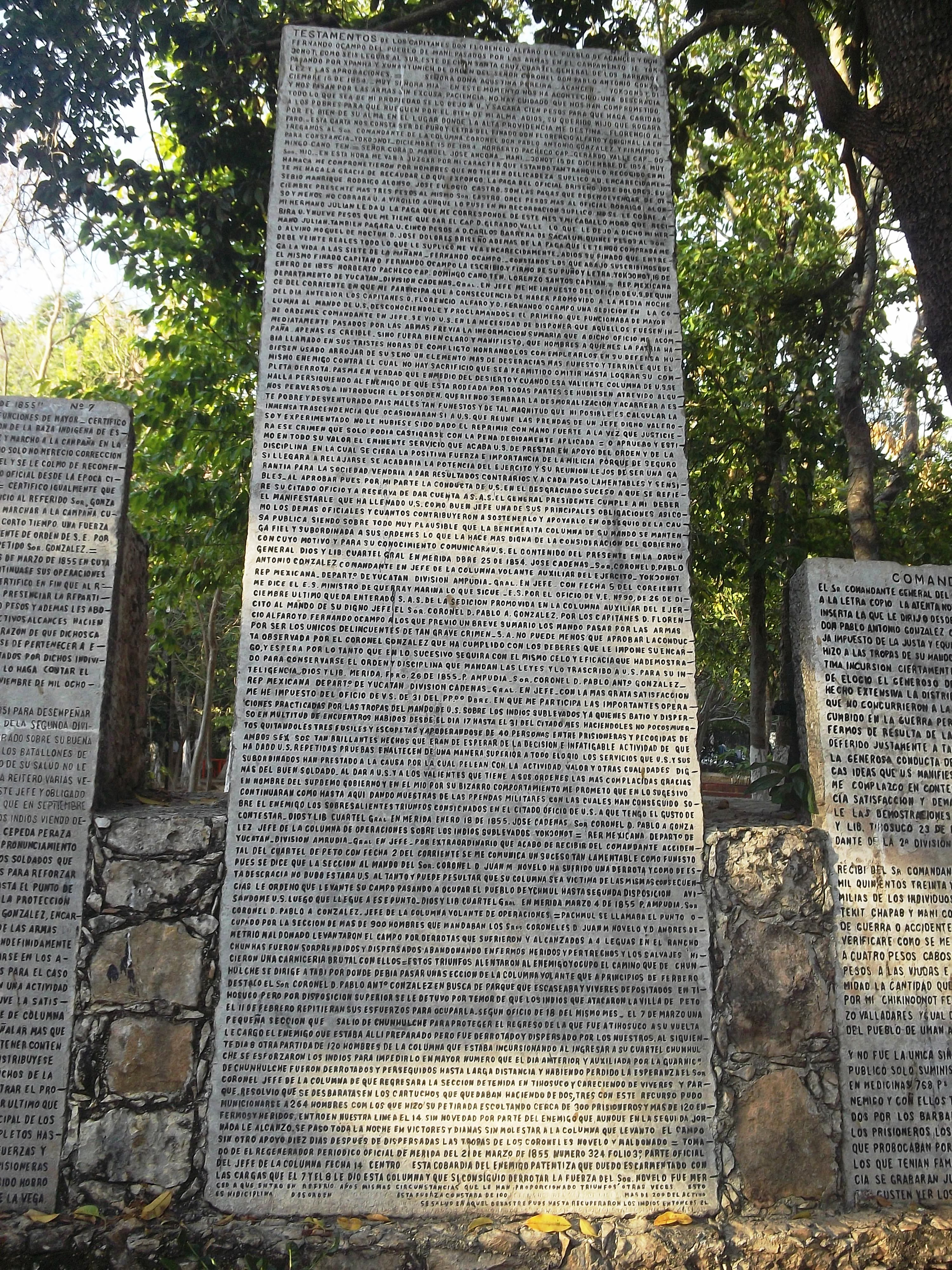
Piedra grabada que narra unos episodios de la Guerra de Castas entre 1854 y 1855. Aunque formalmente ya había desaparecido el régimen centralista todavía se menciona al "DEPARTAMENTO DE YUCATAN".

El 30 de julio de 1847 estalló en Yucatán el levantamiento indígena conocido como la Guerra de Castas. La guerra indígena obligó a Yucatán a buscar ayuda de México, con el que negoció su reincorporación a la República que tuvo lugar el 17 de agosto de 1848.
La bandera de Yucatán es ampliamente usada como insignia civil en el estado y existen propuestas para adoptarla como bandera oficial.

## 1840 - 1846
Debido a los numerosos conflictos desarrollados en el país, el descontento con la administración se agudizó y se extendió la certeza de que el centralismo tampoco funcionaba. Prácticamente la única buena noticia del nuevo régimen fue el reconocimiento de la independencia de México por parte de España el 28 de diciembre de 1836.
El 19 de julio de 1840, Valentín Gómez Farías proclamó un plan federalista, el cual fue sofocado. Como consecuencia de todo esto, surgieron propuestas para solucionar la situación: el monarquismo con un rey europeo o la dictadura militar. Los militares desecharon la propuesta de la monarquía y en connivencia con los comerciantes extranjeros, promovieron tres pronunciamientos para establecer la dictadura.
El 10 de octubre de 1841, Antonio López de Santa Anna asumió el Ejecutivo, con facultades extraordinarias para gobernar y legislar, mientras se reunía un Congreso que redactaría una nueva constitución.

### Bases Orgánicas
Tras ser elegido, el Congreso Constituyente debatió durante 1842 un proyecto constitucional que resultó federalista; debido a esto fue disuelto en diciembre del mismo año y sustituido por una Junta de Notables que redactó las Bases Orgánicas, juradas el 14 de junio de 1843.
Aunque las Bases Orgánicas mantuvieron el centralismo, otorgaron mayor representación e influencia a las asambleas departamentales. Se eliminó el Supremo Poder Conservador y se aumentaron las facultades del ejecutivo. Se eligió como presidente a Santa Anna, pero con un Congreso decidido a hacerle cumplir la ley. Cuando Santa Anna trato de disolverlo, la legislatura lo desaforo y este, salió al exilio. Fue sustituido conforme a la constitución el 12 de septiembre de 1844 por José Joaquín de Herrera.
Herrera, consciente de que Texas se había perdido, intentó negociar el reconocimiento de su gobierno a la República de Texas, como medio para evitar su anexión a Estados Unidos. Los opositores acusaron a Herrera de intentar vender Texas y la Alta California. 
El 29 de diciembre de 1845 los Estados Unidos anexaron Texas a su territorio, mientras Mariano Paredes y Arrillaga enviado a asegurar la frontera norte amenazada, se dirigió a la Ciudad de México y mediante un golpe de Estado destituyó a Herrera y ocupó el cargo.

## Conflictos internacionales durante la República Central

### Primera intervención francesa

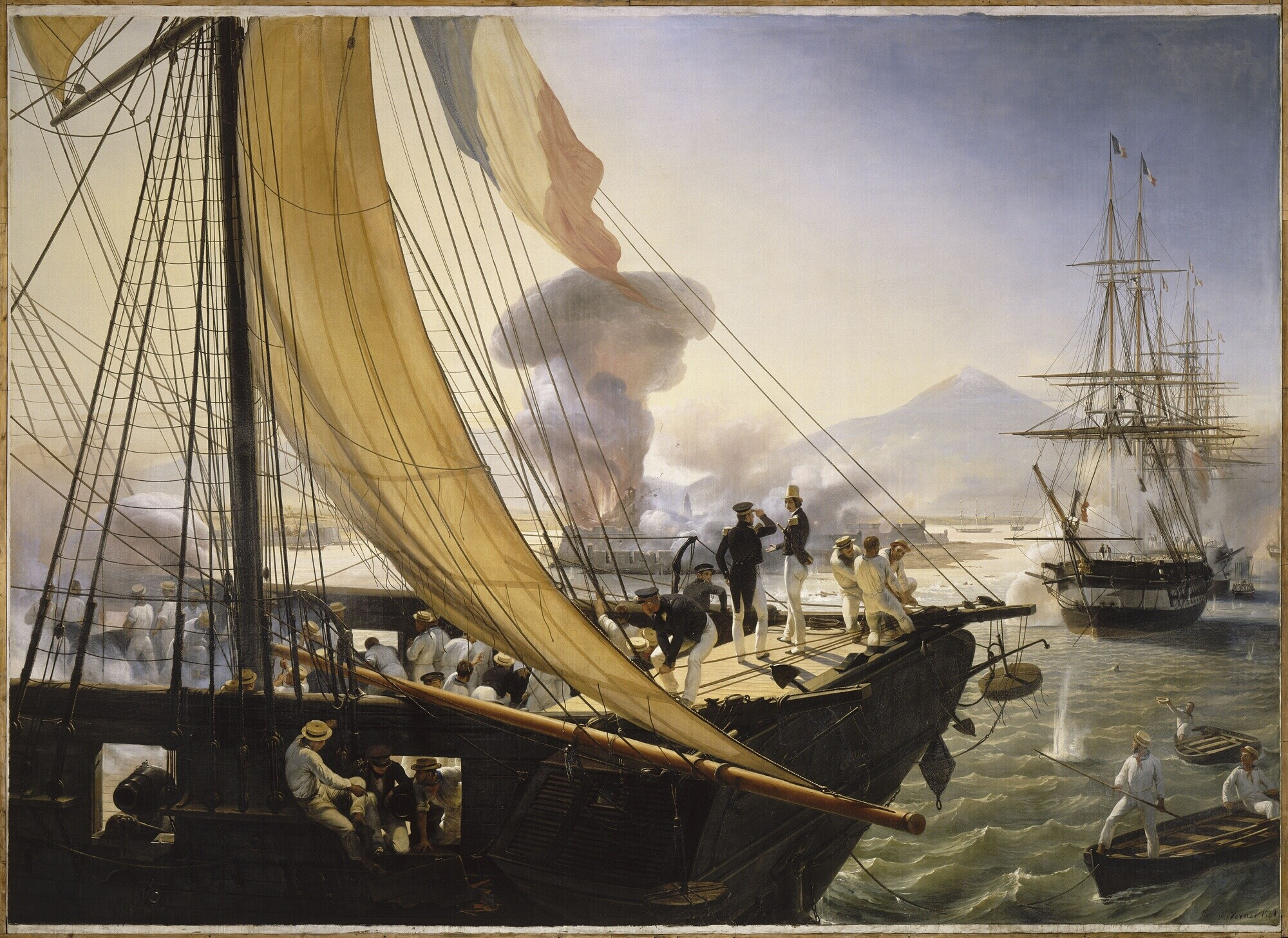
Bombardeo a San Juan de Ulúa desde la corbeta La Créole.

La Guerra de los Pasteles fue un conflicto bélico entre México y Francia que duró de 1838 a 1839. A principios de 1838 el ministro francés lanzó un ultimátum al gobierno mexicano desde Veracruz: o México pagaba las reclamaciones de sus nacionales o sus puertos serían bloqueados por la flota francesa. El gobierno de Bustamante se negó a negociar con Francia mientras sus barcos siguieran en costas mexicanas.
Las relaciones diplomáticas se rompieron el 16 de abril de 1838 y comenzó un bloqueo francés a los puertos mexicanos. Francia envió a Charles Baudin a negociar una salida diplomática con México. Baudin expresó una serie de peticiones que fueron rechazadas por el gobierno mexicano. Como respuesta Francia bombardeó Veracruz y el fuerte de San Juan de Ulúa, donde Santa Anna perdió la pierna.
Finalmente con la intervención diplomática inglesa que reunió a Eduardo Gorostiza y Guadalupe Victoria con Baudin, se firmó el tratado de paz el 9 de marzo de 1839, con el que México pagó las exigencias de los súbditos franceses pero no los gastos de la flota francesa.

### Intervención estadounidense

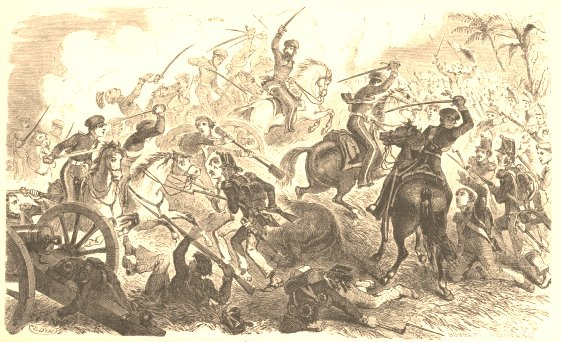
Batalla de Resaca de la Palma.

La anexión de Texas por los Estados Unidos desencadenó los sucesos que condujeron a la guerra. Ese mismo año crecieron las tensiones entre México y EE. UU. cuando el gobierno estadounidense ofreció pagar la deuda mexicana a los colonos estadounidenses si México permitía que EE. UU. le comprara los territorios de la Alta California y Nuevo México. México rechazó la propuesta y se rompieron las relaciones diplomáticas.

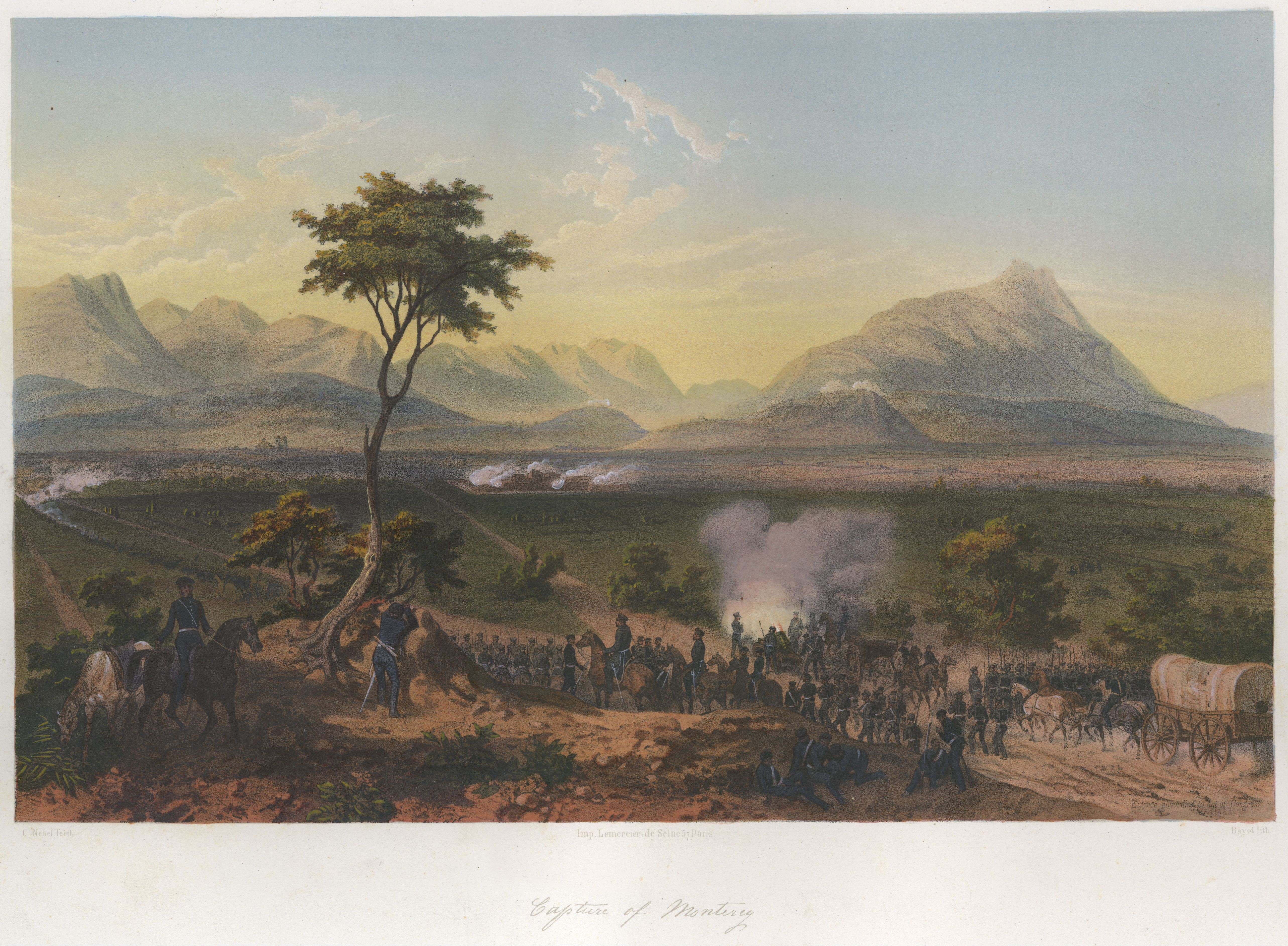
Batalla de Monterrey.

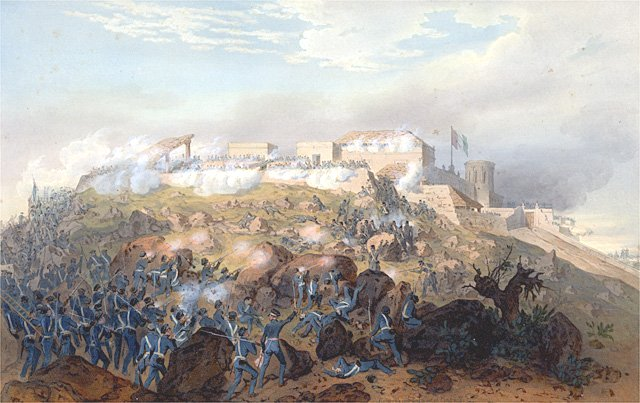
Batalla de Chapultepec.

La primera batalla se libró el 25 de abril de 1846 al norte del río Bravo, en el lugar llamado Rancho de Carricitos. El combate provocó que el Congreso de Estados Unidos declarara la guerra a México el 13 de mayo de 1846; México por su parte le declaró la guerra a Estados Unidos el 23 de mayo del mismo año.
El 28 de julio de 1846 Paredes y Arrillaga partió a combatir a los estadounidenses; su lugar lo ocupó Nicolás Bravo. Bravo fue derrocado el 4 de agosto por un grupo de federalistas encabezados por José Mariano Salas.

## Restablecimiento de la Constitución de 1824
Finalmente el 22 de agosto se expidió el decreto que restablecía la Constitución de 1824, a causa del desastre político con las 7 Leyes centrales y las posteriores Bases Orgánicas, con lo cual se dio fin al sistema centralista dando paso a la Segunda República Federal.

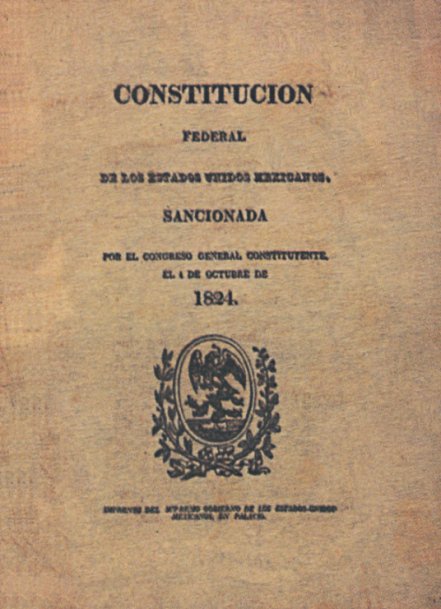
Portada original de Constitución de 1824.

## Gobernantes de la República Centralista

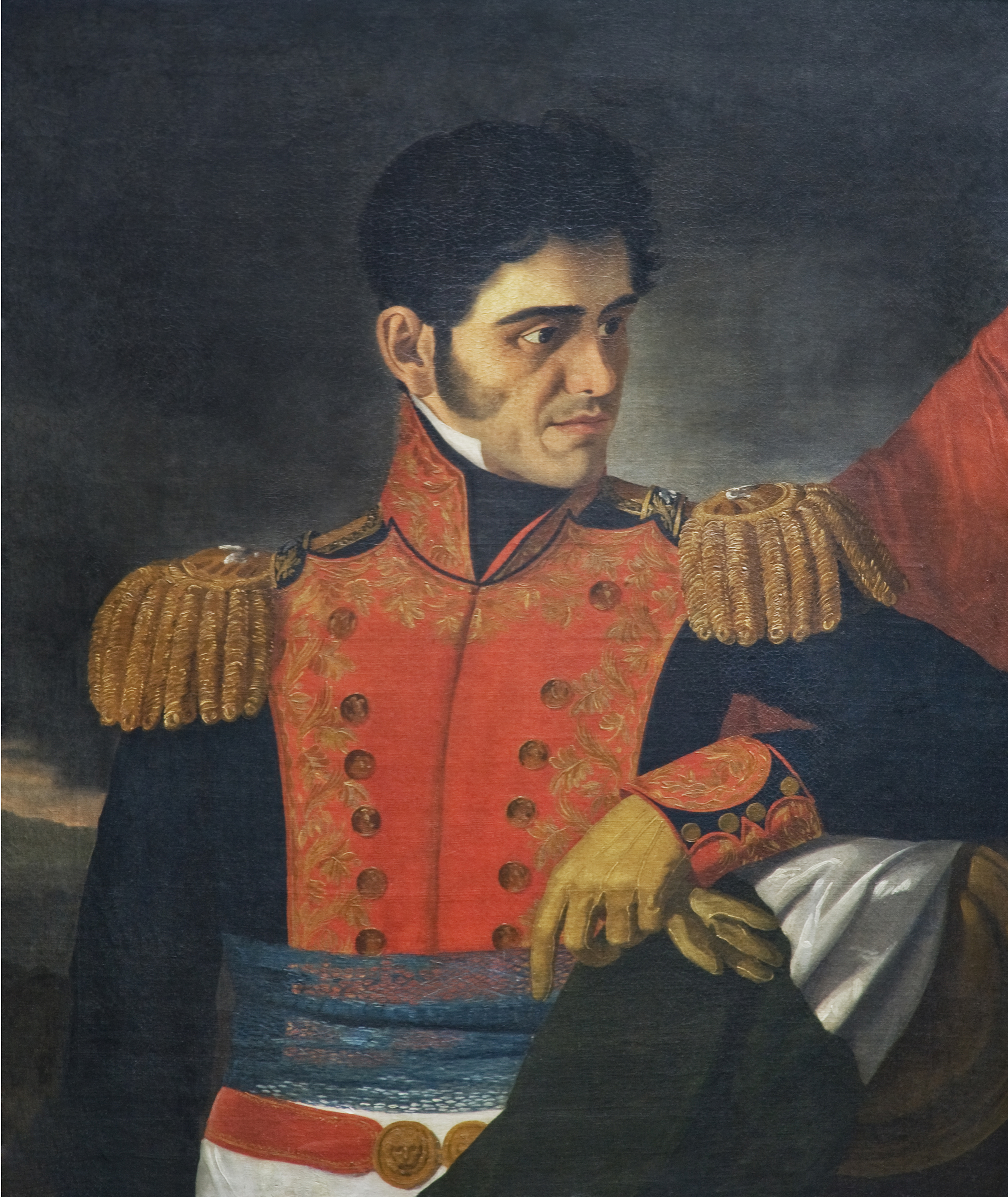
Antonio López de Santa Anna, dominó la vida política de la República Centralista.

Durante los casi 11 años que duró la República Centralista, tuvo dieciséis cambios en el Ejecutivo realizados por nueve presidentes.
Miguel Barragán ocupó la presidencia el 28 de enero de 1835 y fue el presidente que gobernó durante la transición de la República Federal a la República Centralista. Barragán entregó el cargo a José Justo Corro. Corro fue el encargado de proclamar las Siete Leyes y durante su gobierno México recibió el reconocimiento de su independencia por parte de España; convocó a elecciones y entregó el cargo a Anastasio Bustamante, quien fue elegido para gobernar por un periodo de 8 años, el 19 de abril de 1837. Bustamante salió a combatir las rebeliones federalistas y el cargo de presidente lo ocupó Antonio López de Santa Anna el 23 de marzo de 1839. Santa Anna entregó la presidencia interina a Nicolás Bravo el 10 de julio, relegando a su vez Bravo en Bustamante apenas nueve días después. 
El 22 de septiembre de 1841 Bustamante dejó la presidencia nuevamente para combatir la rebelión denominada Regeneración; el congreso designó como presidente interino a Francisco Javier Echeverría, quien gobernó por 18 días. El 10 de octubre Echeverría dejó el cargo que fue ocupado nuevamente por Santa Anna. Santa Anna dejó la presidencia una vez más el 26 de octubre de 1842 y el cargo fue ocupado por Nicolás Bravo. Bravo entregó el poder a Santa Anna el 4 de marzo de 1843. El 4 de octubre, Santa Anna designado como presidente constitucional según las Bases Constitucionales dejó el poder y se designó como interino a Valentín Canalizo. Canalizo entregó el poder nuevamente a Santa Anna el 4 de junio de 1844. Santa Anna dejó el poder por enésima vez el 12 de septiembre del mismo año dejando nuevamente a Canalizo como interino, pero como Canalizo no se encontraba en la capital, se designó a José Joaquín de Herrera para sustituir al sustituto. Herrera entregó el poder a Canalizo cuando este llegó a la capital el 21 de septiembre del mismo año.
Cuando Santa Anna trató de disolver el Congreso que le exigía cumplir la ley, el Congreso lo destituyó de la presidencia. Canalizo y Santa Anna son capturados y expulsado del país. Según las Bases Orgánicas se designó como presidente interino a José Joaquín de Herrera el 6 de diciembre de 1844.
Herrera fue derrocado por un golpe de Estado encabezado por Mariano Paredes y Arrillaga, quien ocupa la presidencia. Arrillaga sale a combatir a las tropas estadounidenses y deja en la presidencia a Nicolás Bravo el 28 de julio de 1846. El 4 de agosto Bravo es destituido por un grupo de federalistas encabezados por José Mariano Salas quien asume la presidencia el 6 de agosto. 
Salas fue el último presidente de la República Centralista y el primero de la Segunda República Federal, debido a que el 22 de agosto de 1846, restituye la Constitución de 1824. Continuo en el cargo hasta el 23 de diciembre del mismo año, cuando después de convocar a elecciones entregó el cargo al vicepresidente electo Valentín Gómez Farías.
A continuación se va mostrar una tabla con todos los presidentes de ese tiempo
Las Leyes Constitucionales o Constitución de las Siete Leyes se decretaron entre 1835 y 1836, las cuales establecen la República de México, bajo un régimen unitario o central.
|  | Presidente                  | Número       | Período                                         | Partido             | Notas |
|  | --------------------------- | ------------ | ----------------------------------------------- | ------------------- | --- |
|  | José Justo Corro            | 10º          | 27 de febrero de 1836- 19 de abril de 1837      | Partido Conservador | Presidente interino. Nombrado para sustituir a Barragán. Se terminan de promulgar las Siete Leyes. Como respuesta, Texas declara su independencia. |
|  | Anastasio Bustamante        | 2.º Mandato  | 19 de abril de 1837- 18 de marzo de 1839        | Partido Conservador | Presidente constitucional electo para el período de 1837-1844. Durante su presidencia ocurre la Guerra de los Pasteles. Movimientos federalistas en Zacatecas, San Luis Potosí, Veracruz, Yucatán y California.                                                                                 |
|  | Antonio López de Santa Anna | 5.º Mandato  | 18 de marzo de 1839– 10 de julio de 1839        | Partido Liberal     | Presidente interino. Ocupa el cargo por licencia otorgada a Bustamante, quien sale a combatir los brotes federalistas. |
|  | Nicolás Bravo               | 11º          | 10 de julio- 18 de julio de 1839                | Partido Conservador | Presidente interino, en sustitución de Santa Anna. |
|  | Anastasio Bustamante        | 3.er Mandato | 19 de julio de 1839- 22 de septiembre de 1841   | Partido Conservador | Presidente constitucional, reasume la presidencia. |
|  | Francisco Javier Echeverría | 12º          | 22 de septiembre- 10 de octubre de 1841         | Partido Conservador | El gobierno de Echeverría duró dieciocho días, en los cuales logró aumentar en un 10 % el impuesto al consumo, procuró refrenar aquella sedición pero no tuvo éxito. |
|  | Antonio López de Santa Anna | 6.º Mandato  | 10 de octubre de 1841– 26 de octubre de 1842    | Partido Liberal     | Presidente interino, llegó al cargo apoyado por Mariano Paredes con la promesa de restablecer la Constitución de 1824. Convocatoria a un nuevo Congreso Constituyente, disuelto por Bravo. Declara obligatoria la educación entre los siete y quince años por decreto el 26 de octubre de 1842. |
|  | Nicolás Bravo               | 2.º Mandato  | 26 de octubre de 1842- 14 de mayo de 1843       | Partido Conservador | |
|  | Antonio López de Santa Anna | 7.º Mandato  | 14 de mayo– 6 de septiembre de 1843             | Partido Liberal     | |
|  | Valentín Canalizo           | 13º          | 7 de septiembre de 1843- 4 de junio de 1844     | Partido Conservador | Asume la presidencia interina como presidente del Consejo de Estado. |
|  | Antonio López de Santa Anna | 8.º Mandato  | 4 de junio– 12 de septiembre de 1844            | Partido Liberal     | |
|  | José Joaquín de Herrera     | 14º          | 12 de septiembre- 21 de septiembre de 1844      | Partido Liberal     | Nombrado presidente sustituto por ausencia de Canalizo, que se encontraba fuera de la Ciudad de México y no podía recibir el cargo. |
|  | Valentín Canalizo           | 2.º Mandato  | 21 de septiembre- 6 de diciembre de 1844        | Partido Conservador | Asume la presidencia interina como sustituto de Santa Anna. Es capturado por los rebeldes federalistas y expulsado del país. |
|  | José Joaquín de Herrera     | 2.º Mandato  | 6 de diciembre de 1844- 30 de diciembre de 1845 | Partido Liberal     | Fue puesto en el poder por los insurrectos contra Santa Anna. Durante su período Estados Unidos se anexó Texas. Herrera dispuso la organización de un ejército para la guerra inminente. |
|  | Mariano Paredes y Arrillaga | 15º          | 31 de diciembre de 1845- 28 de julio de 1846    | Partido Conservador | Presidente tras el golpe de Estado de 1845. Durante su gobierno, Yucatán se declara independiente y Estados Unidos invade a México. |
|  | Nicolás Bravo               | 3.er Mandato | 28 de julio- 6 de agosto de 1846                | Partido Conservador | |

José Justo Corro
A José Justo Corro correspondió poner en vigor en 1836 las Siete Leyes que darían cauce a la nueva Constitución que derogaba la de 1824. Redactada por los centralistas conservadores bajo la guía de Lucas Alamán, la nueva carta magna acabó con el sistema federal y estableció como forma de gobierno la república central. La nueva ley abrogó el voto universal y lo limitó a quienes supieran leer y escribir.
La gran novedad fue que al lado de los poderes ejecutivo, legislativo y judicial, aparecía el Supremo Poder Conservador, tribunal encargado de controlar a los otros.
El presidente era débil a la hora de tomar decisiones y no tenía conocimientos militares, tan importantes en época de guerras. Al terminar su gobierno se dedicó a las prácticas religiosas con tanto afán que le apodaron "El Santo".
Santa Anna
Durante los primeros años del México independiente, los acontecimientos ayudaron a Santa Anna en su imparable ascenso. Los levantamientos de 1827 le dieron la posibilidad de ponerse del lado del gobierno de forma sorprendente, puesto que la participación de su hermano Manuel del lado rebelde, hacía suponer que Santa Anna se retiraría de su hacienda en Manga de Clavo para apoyarlo. La suerte de los dos hermanos fue muy distinta a raíz de este acontecimiento: mientras Manuel era desterrado, Antonio obtenía el gobierno de Veracruz.

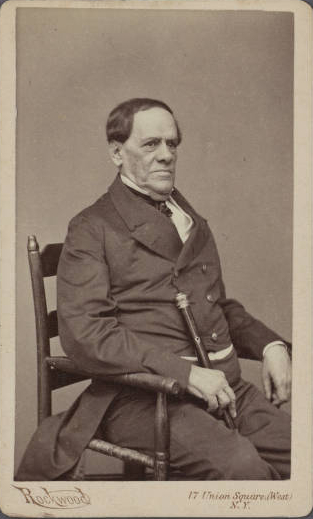
Foto de Antonio López de Santa Anna circa 1870.

Poco más tarde se le brindó una nueva oportunidad. La convocatoria a las elecciones de 1828 nacía con la controversia entre las posturas representadas por Manuel Gómez Pedraza y Vicente Guerrero. Los partidarios del primero se oponían a hacer efectiva la expulsión de los españoles peninsulares restantes en el país. Apenas once días después de que Gómez Pedraza ganara las elecciones, Santa Anna se rebeló, exigiendo la sustitución del presidente electo por el general Vicente Guerrero, inaugurando con esto el inicio de las interminables guerras civiles en el país naciente.
La variedad de recursos con los que contaba Santa Anna para financiar su levantamiento fue amplia, ya fuera por las amplias arcas de su familia y sus parientes, así como por la infinidad de simpatizantes que encontraba dentro de las más altas esferas sociales.
Nombrado presidente Guerrero, Santa Anna tomó las riendas del ejército nacional.
En 1829, una expedición española desembarcada en Tampico, comandada por el brigadier Isidro Barradas que tenía por objetivo la reconquista de México, fue derrotada por Santa Anna, que desde entonces se hizo llamar El Héroe de Tampico.
Valentín Canalizo
Llamado por algunos historiadores como el Decenio Centralista, fue un período convulsivo caracterizado por el estancamiento económico y las luchas civiles. Diez hombres ocuparon la silla presidencial sucesivamente durante ese tiempo, pero cada uno fue expulsado del cargo a consecuencia de rebeliones armadas, golpes de Estado, destacando entre todos ellos Santa Anna, quien al presidir con amplias facultades sobre un Congreso en apariencia débil, fue más amante de mantener el poder que de dedicarse a gobernar. Dos veces se retiró de su puesto para ir a descansar a su hacienda "El Lencero" en Veracruz, dejando como presidente interino a su leal amigo Valentín Canalizo.
Nombrado Presidente de México, tomó posesión el 4 de octubre de 1843, siéndole confirmada la designación por el Senado el 27 de enero de 1844, cargo en el que permaneció durante ocho meses, hasta junio del siguiente año, cuando Santa Anna regresó. Nuevamente el 24 de septiembre de 1844 juró como presidente interino, hasta que una revolución estalló contra su régimen.

## División político-administrativa
El Congreso ordinario se erigió en constituyente y emitió las Bases para la nueva constitución el 23 oct. 1835 las cuales en su base octava estableció que la división del territorio Nacional sería en departamentos que se detallaría en una ley constitucional. Más tarde, la Sexta Ley Constitucional "Sobre la División y Organización Territorial" estableció en su artículo 1.º que la división de la República sería conforme a la base octava antes dicha y en el artículo 2.º que la división del territorio en departamentos se hará en una futura ley que será constitucional. La Ley de División del Territorio Mexicano en Departamentos estableció en su artículo uno que los estados que había serían departamentos en el dos precisa que el estado de Coahuila y Texas se dividirá en dos departamentos; el territorio de Nuevo México y de Aguascalientes serán cada uno un departamento; las Alta y Baja Californias se fusionan en un solo departamento; el territorio de Colima se agrega al departamento de Michoacán; y el territorio de Tlaxcala junto con el Distrito Federal se integrarían al departamento de México.
| Orden | Nombre                   | Orden | Nombre     |
| ----- | ------------------------ | ----- | ---------- |
| 1     | Santa Fe de Nuevo México | 10    | Sonora     |
| 2     | Guanajuato               | 11    | Tabasco    |
| 3     | Oaxaca                   | 12    | Tamaulipas |
| 4     | Puebla                   | 13    | Nuevo León |
| 5     | San Luis Potosí          | 14    | Durango    |
| 6     | Veracruz                 | 15    | Chihuahua  |
| 7     | Yucatán                  | 16    | Chiapas    |
| 8     | Jalisco                  | 17    | Sinaloa    |
| 9     | Querétaro                |       |            |

| Orden | Nombre         | Cambio                                                                   |
| ----- | -------------- | ------------------------------------------------------------------------ |
| 18    | Michoacán      | Le fue agregado el Territorio Federal de Colima.                         |
| 19    | Zacatecas      | Le fue separado y el partido de Aguascalientes.                          |
| 20    | Aguascalientes | Separado de Zacatecas y convertido en Departamento.                      |
| 21    | Coahuila       | Coahuila y Texas fue separado en dos Departamentos diferentes.           |
| 22    | Texas          | Coahuila y Texas fue separado en dos Departamentos diferentes.           |
| 23    | Californias    | Alta California y Baja California se unieron en un solo Departamento     |
| 24    | México         | Le fue agregado el Territorio Federal de Tlaxcala y el Distrito Federal. |

El 11 de septiembre de 1842, la región del Soconusco se unió al departamento de Chiapas. A continuación se van a mostrar los mapas de la separación de Texas hasta la república de Yucatán.
| Número de cambio | Imagen | Diferencia en la organización territorial |
| ---------------- | ------ | --- |
| 6                |        | Texas se proclama independiente de México, convirtiéndose en la República de Texas |
| 7                |        | La República de Texas proclama como frontera el río Bravo conforme al Plan de Velasco y sobrepasando el río Nueces que fue su frontera desde el Virreinato de la Nueva España. |
| 8                |        | Los estados de Coahuila, Nuevo León y Tamaulipas declaran su independencia de México con el nombre de República del Río Grande; sin embargo la frontera con Texas nunca fue decidida de forma concluyente: mientras la República reclamaba como frontera norte el río Nueces, Texas afirmaba que la frontera sur era el río Grande.                                                        |
| 9                |        | La República del Río Grande se reincorporó a México después de una corta y fallida guerra de independencia. Coahuila conserva el territorio de Chihuahua que se adjudicó durante la República del Río Grande, el cual en gran parte era desierto deshabitado. |
| 10               |        | El 12 de febrero de 1840, Yucatán envió un acta al gobierno centralista que pedía se restableciera el federalismo. El acta exigía el restablecimiento de la Constitución Mexicana de 1824. El 1 de octubre de 1841, la Cámara de Diputados local aprobó el Acta de Independencia de la Península de Yucatán, al no ser atendidas sus exigencias. Nace así la segunda República de Yucatán. |
| 11               |        | El distrito de Soconusco se reincorpora a México como parte del estado de Chiapas. |